# Вемлигхаузен
Вемлигхаузен (нем. Wemlighausen) — поселение сельского типа в составе города Бад-Берлебург в районе Зиген-Виттгенштайн (земля Северный Рейн-Вестфалия, Германия). Населённый пункт был включён в состав Бад-Берлебурга после реформы местного самоуправления 1975 года.

## География
Вемлигхаузен расположен в Виттгенштайнер-Ланд национального природного парка Зауэрланд-Ротхаргебирге. В этом месте водоток Шварценау впадает в реку Одеборн. Через поселение проходит государственная автомагистраль федерального значения B 480. Соседние населённые пункты: Гиркхаузен на северо-северо-востоке, Вундертхаузен на востоке-северо-востоке, Шюльлар на северо-западе и Бад-Берлебург на юго-юго-западе.

## История
Первые следы поселения обнаружены на горе Бургберг, где сохранились остатки кольцевой стены VII века до нашей эры. В документах это место впервые прописано как Ванхольденхузен в 1173 году. С 1510 года населённый пункт опустел. Новое поселение возникло в 1538 году. В Вемлигхаузене в 1620 году зарегистрирована молотобойня. В то время здесь было 15 домов. С 1712 года с помощью специалистов Вальдека были открыты рудники. С 1781 года населённый пункт относился к администрации  Шюльлар. В 1806 году административным центром стало поселение Гиркхаузен.

## Динамика изменения численности населения
- 1819: 321 житель в 41 доме
- 1900: 404 жителей
- 1961: 612 жителей[2]
- 1970: 585 жителей[2]
- 1974: 562 жителя[3]
- 2011: 819 жителей
- 2021: 801 житель[1]

## Церковь
Евангелическая церковь Вемлигхаузена является одним из приходов Бад-Берлебурга. Она была торжественно открыта в 1907 году. В здании церкви есть два входа: один для жителей Вемлигхаузена и один для жителей Шюльлара.

## Галерея

Различные виды поселения
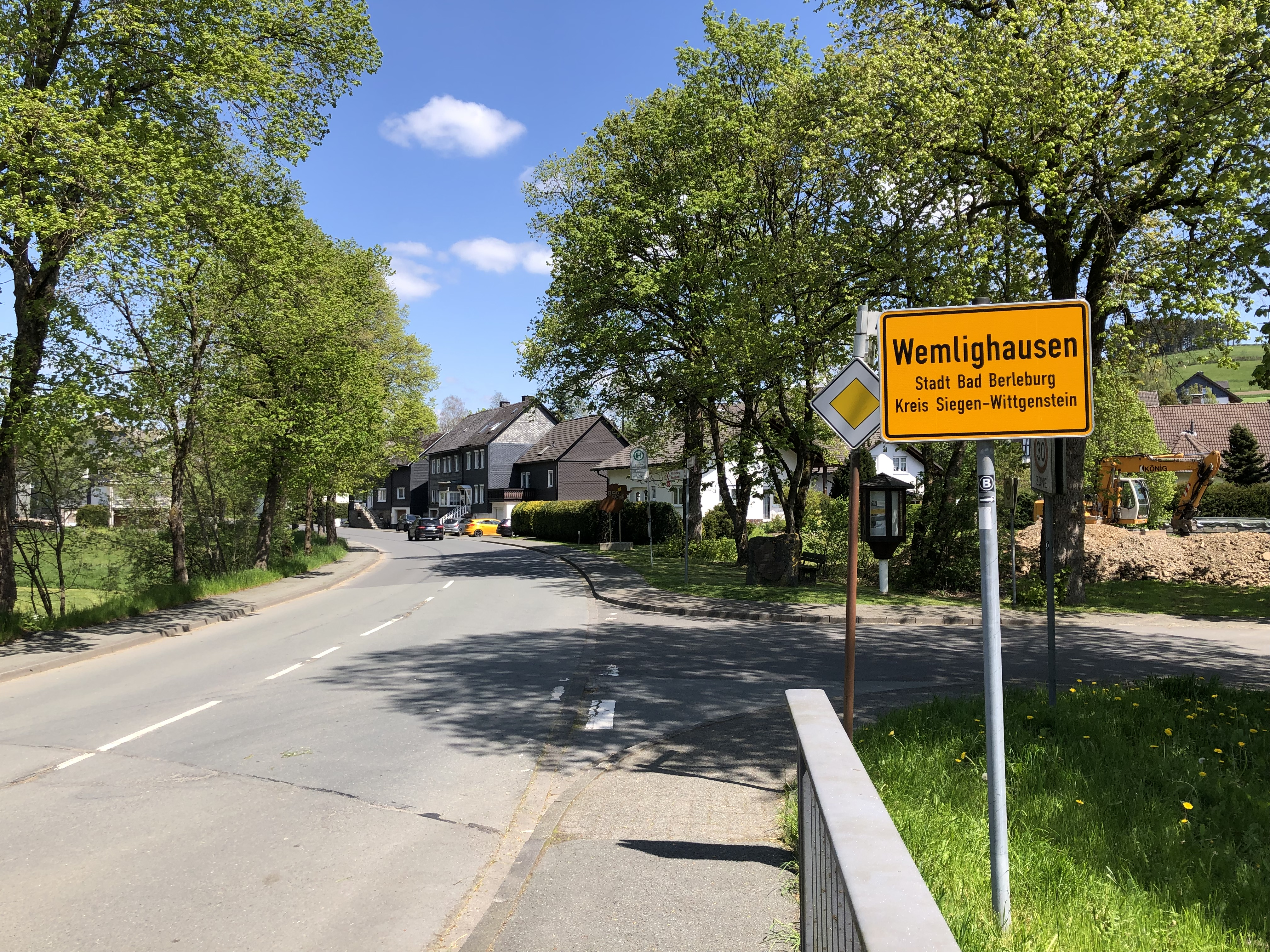
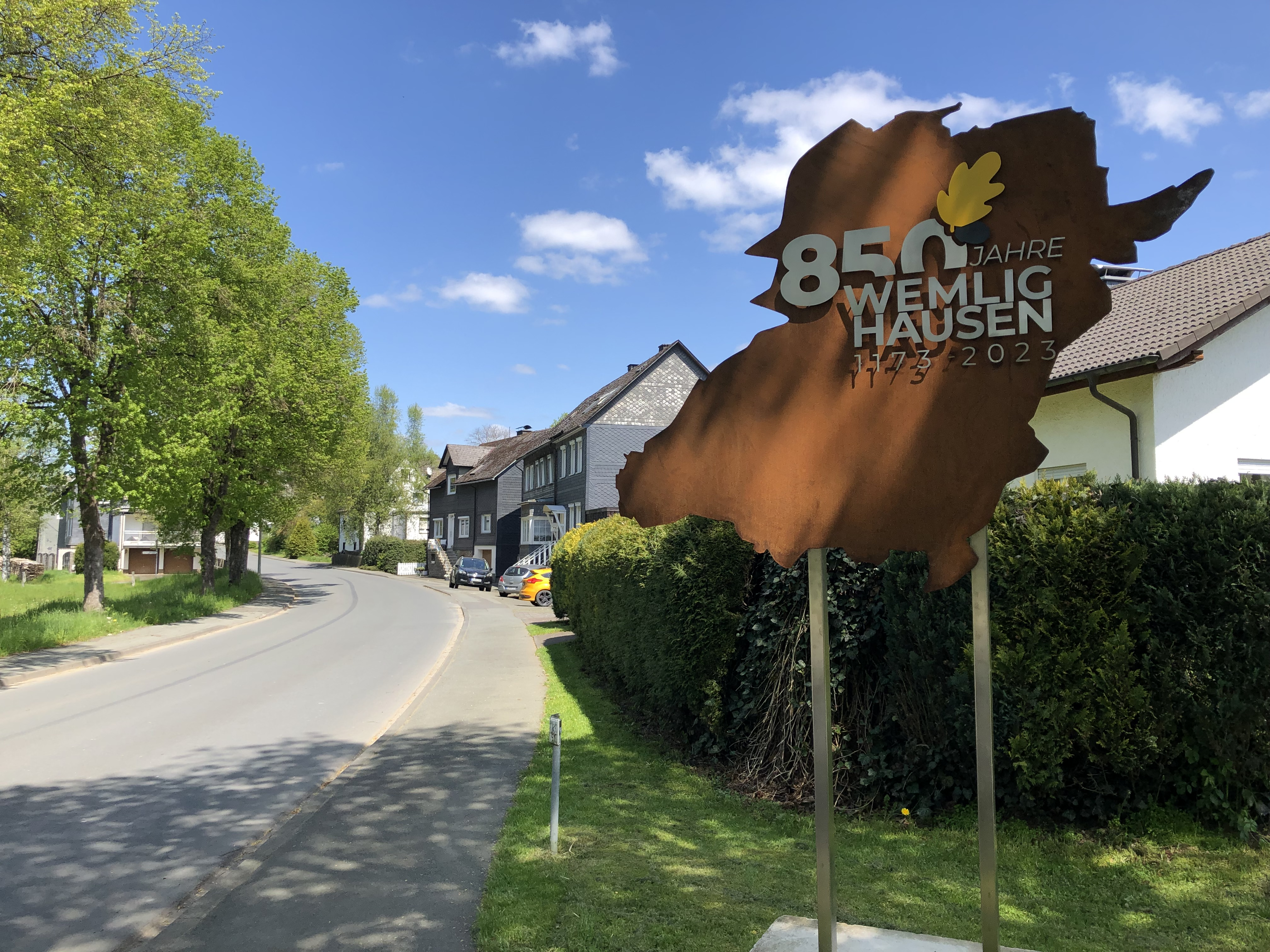
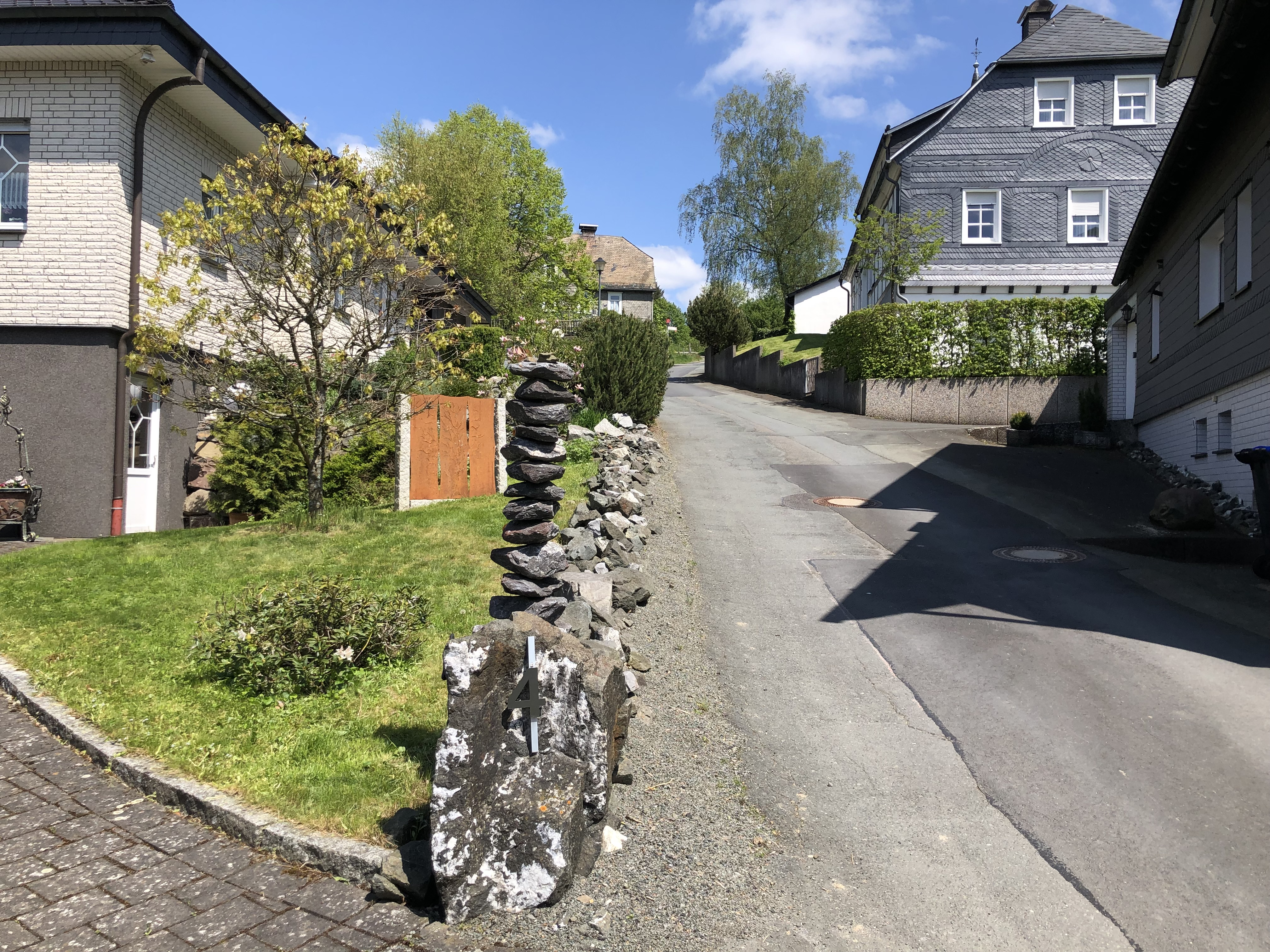
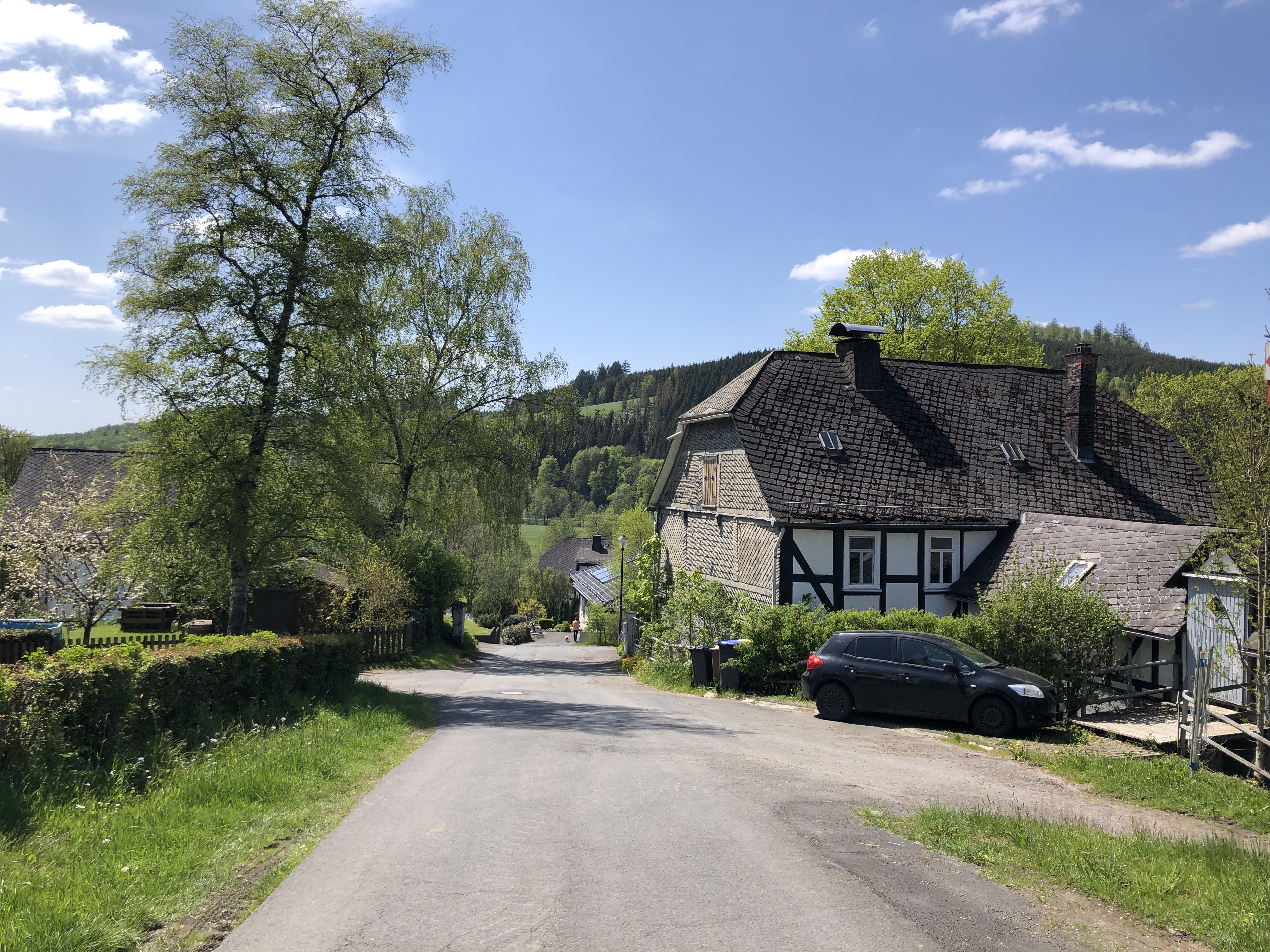
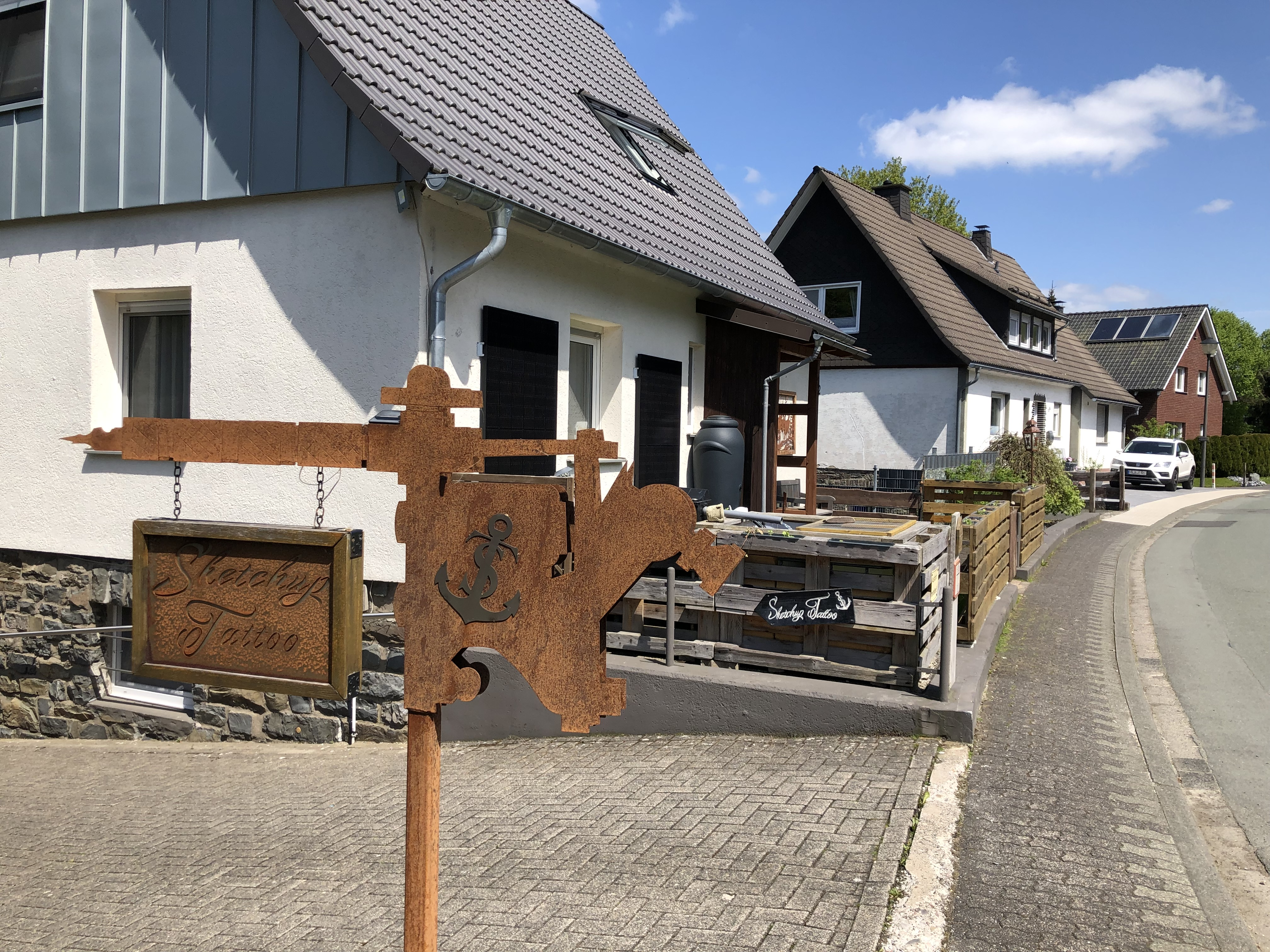